# Liste des musées de l'Orne
Pour un article plus général, voir Liste des musées en Normandie.
Environ 30 musées sont situés dans l'Orne. Ils sont classés par ordre alphabétique de communes.

## Liste des musées
- Alençon

Portrait d’un membre de la famille Chigi, par Jacob Ferdinand Voet, exposé au Musée des Beaux-Arts et de la Dentelle d'Alençon.

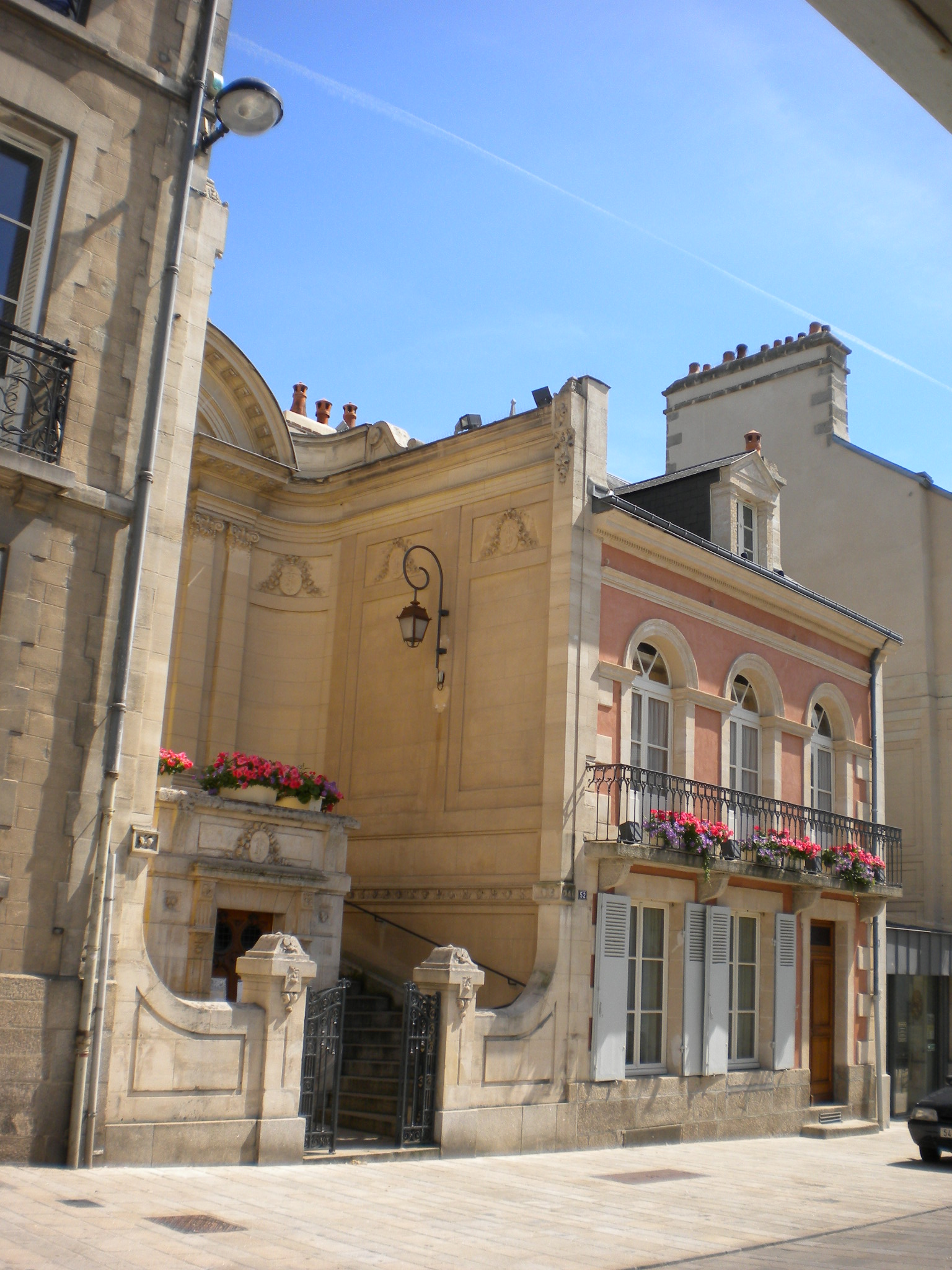
Maison natale de Thérèse de Lisieux à Alençon.

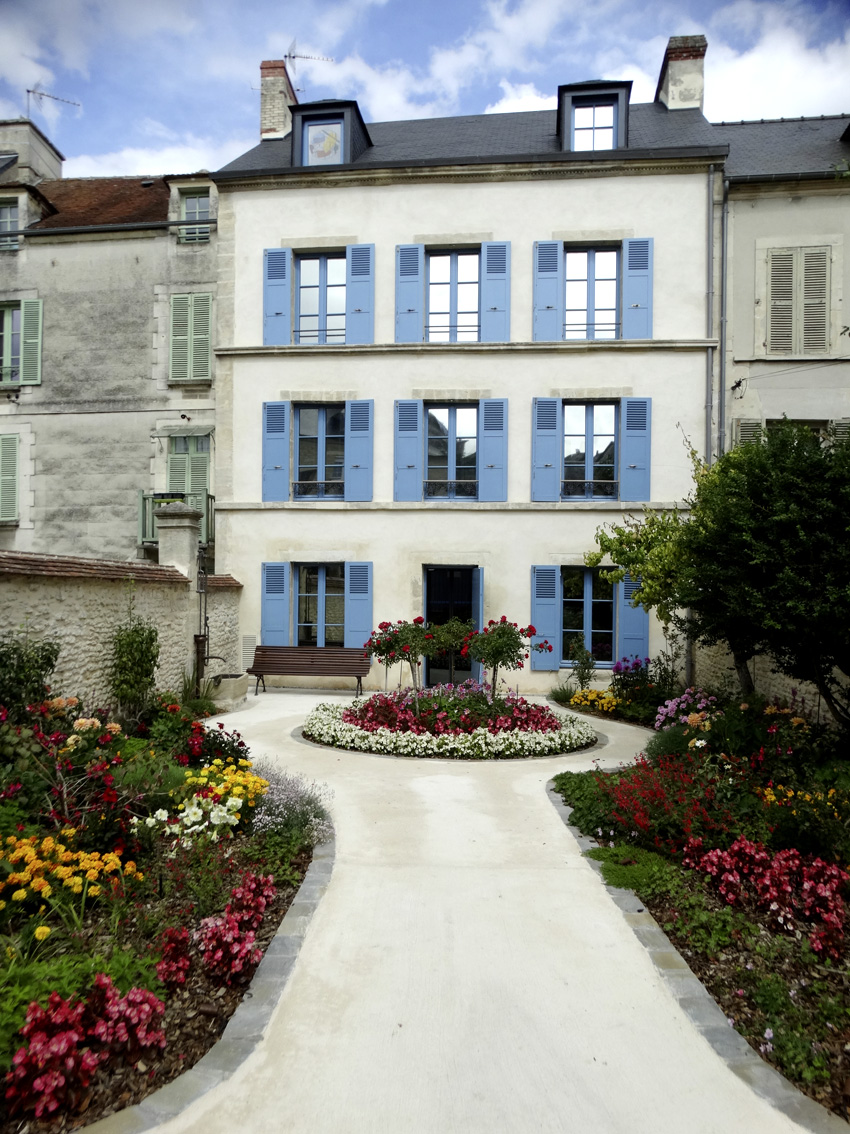
Musée Fernand Léger - André Mare à Argentan.

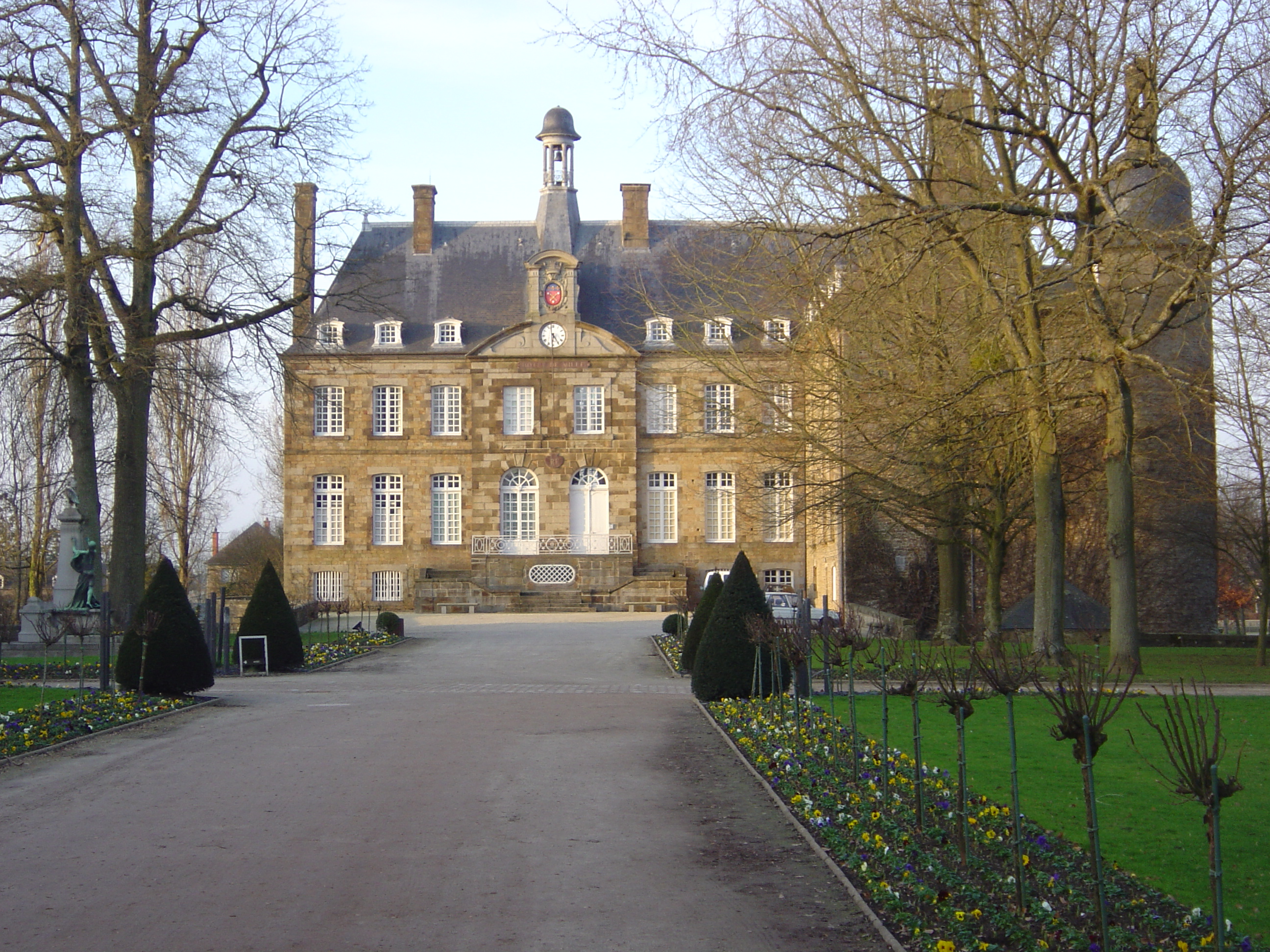
Musée du château de Flers.

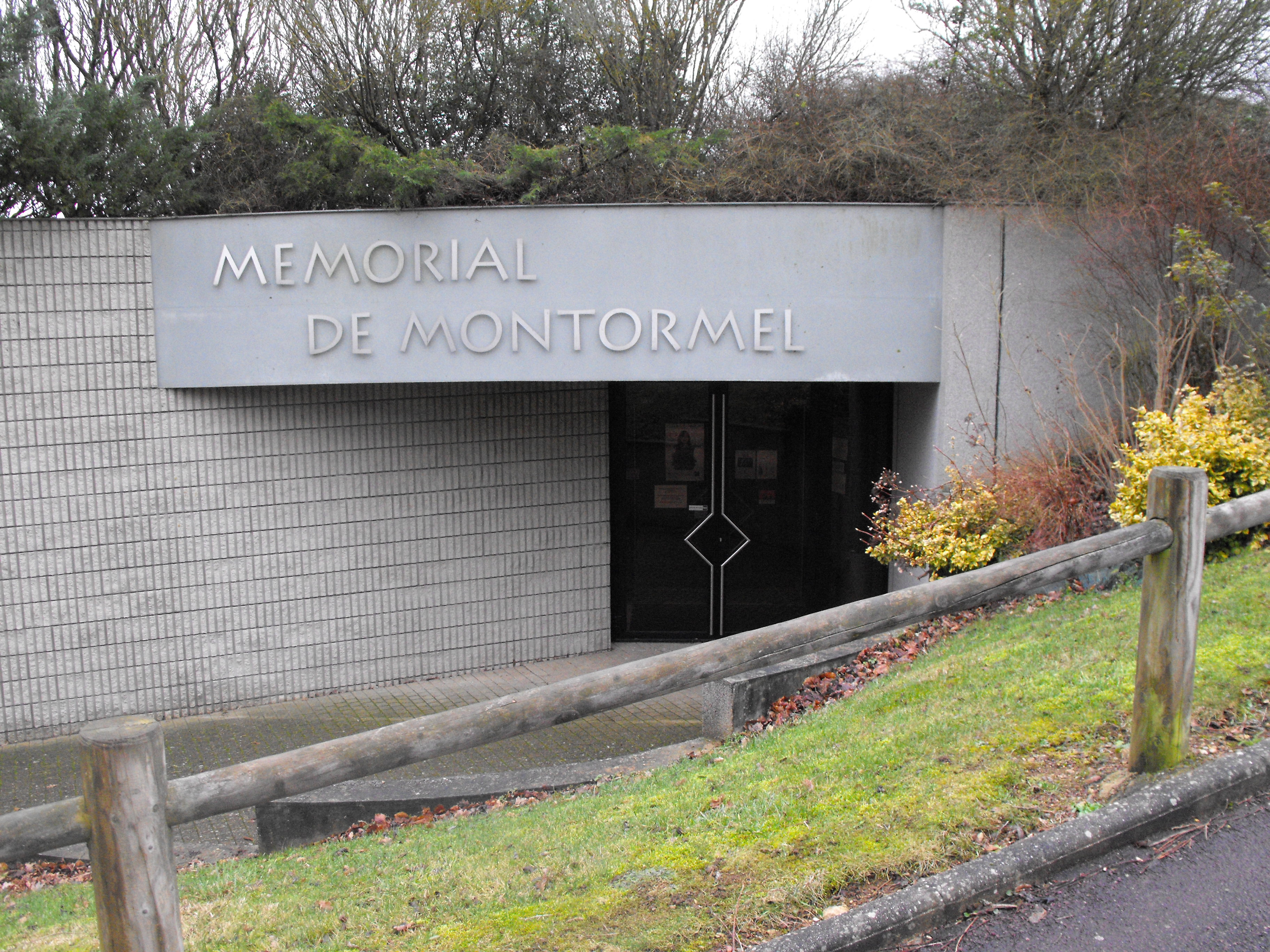
Entrée du Mémorial de Coudehard-Montormel.

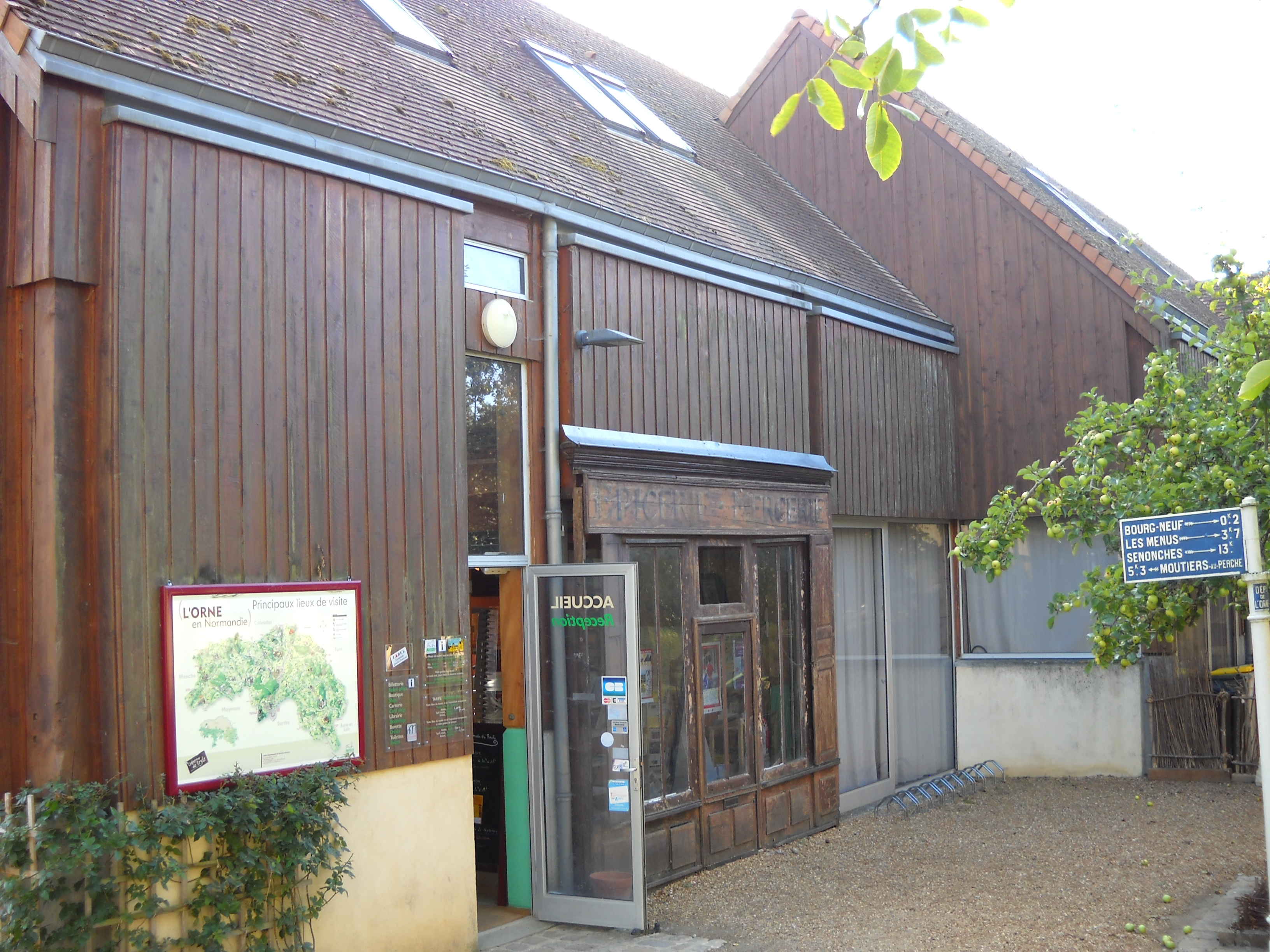
Écomusée du Perche à Saint-Cyr-la-Rosière.

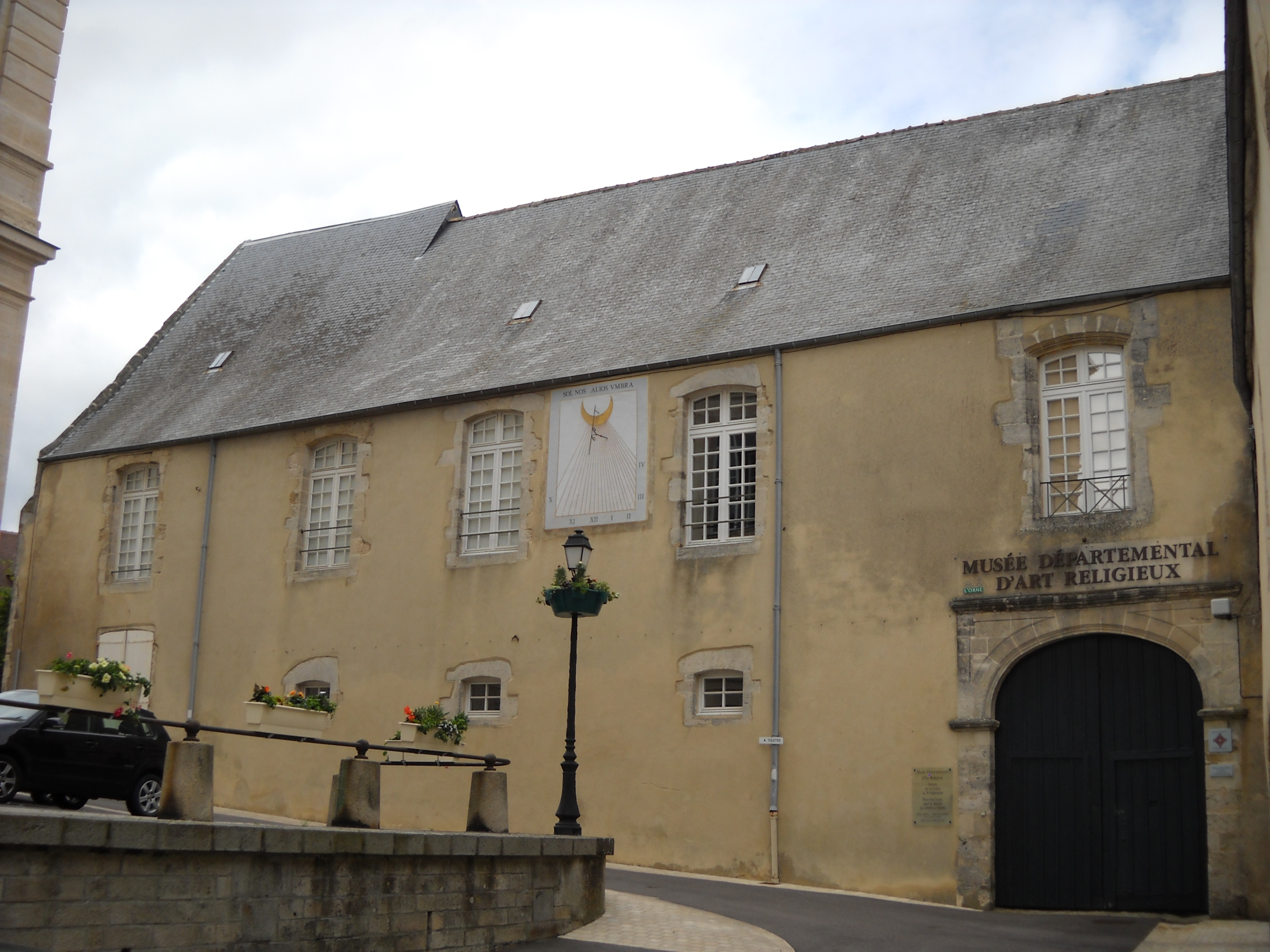
Entrée du Musée départemental d'art religieux de Sées.

  - Musée des Beaux-Arts et de la Dentelle (Musée de France)
  - Musée de la Dentelle et du Point d'Alençon (dentelle d'Alençon)
  - Maison natale de Thérèse de Lisieux
  - Musée Leclerc
  - Le musée du piano
  - Fonds départemental d'art contemporain de l'Orne
- Argentan
  - Maison des Dentelles
  - Musée Fernand Léger - André Mare
- Aube
  - Musée de la Comtesse de Ségur, consacré à Sophie Rostopchine, comtesse de Ségur
  - Musée de la grosse forge, dans la forge d'Aube
- Bagnoles-de-l'Orne
  - Musée départemental des sapeurs-pompiers de l'Orne
- Berjou
  - Musée de la Libération
- Bretoncelles
  - L'armoire aux Poilus
- Camembert
  - Maison du camembert
- Champsecret
  - Forges de Varenne
- Courcerault
  - Ferme-musée de la Tonnelière
- Domfront
  - Musée Charles Léandre
- Dompierre
  - Musée du Patrimoine Rural
  - Maison du Fer
- Flers
  - Musée du château (Musée de France)
  - Musée du Bocage normand
- Gacé
  - Musée de la Dame au Camélias
  - Musée des minéraux et des fossiles
- L'Aigle
  - Musée Juin 44
  - Musée d'archéologie (Musée de France)
  - Musée des instruments de musique
- La Ferté-Macé
  - Musée du jouet ancien (Musée de France)
- La Madeleine-Bouvet
  - Petit musée de la Coiffe
- La Perrière
  - Musée du Filet et de la Mode d'Antan
- Le Sap
  - Écomusée de la pomme au Calvados, le « Grand Jardin »
- Lignerolles
  - Musée de l'Inzolite
- Mont-Ormel
  - Mémorial de Coudehard-Montormel (Musée de France)
- Mortagne-au-Perche
  - Musée Percheron (Musée de France)
  - Musée Alain, consacré à Alain
- Rai
  - Musée vivant de l'énergie
- Rânes
  - Musée de la Préhistoire
- Saint-Cornier-des-Landes
  - Maison du Sabotier
  - Musée du Clou
- Saint-Cyr-la-Rosière
  - Écomusée du Perche (Musée de France)
- Saint-Philbert-sur-Orne
  - Espace muséographique de la Roche d'Oëtre
- Saint-Pierre-du-Regard
  - Dépôt-musée de Pont-Érambourg
- Saint-Sulpice-sur-Risle
  - La Manufacture Bohin
- Sées
  - Musée départemental d'art religieux de Sées (Musée de France)
- Ségrie-Fontaine et Bréel
  - Maison de la rivière et du paysage (Musée de France)
- Tinchebray
  - Musée et Prison Royale
- Tourouvre
  - Musée de l'Émigration française au Canada (Musée de France)
  - Musée des Commerces et des Marques
- Vimoutiers
  - Musée du camembert

## Liens
- Tourisme dans l'Orne